# Староместска
«Староместска» (чеш. Staroměstská), в произношении звучит как «старомнестска» — станция пражского метрополитена, расположена на линии A, между станциями «Малостранска» и «Мустек». Была открыта  12 августа 1978 года в составе участка «Дейвицка» — «Намести Миру».
Название по историческому району Старе-Место.

## Интересные места рядом со станцией
Станция находится в районе пражского старого города. Недалеко от входа на станцию располагаются Карлов мост и Староместская площадь.

### Наводнение 2002 года
Станция серьёзно пострадала от наводнения летом 2002 года, с одной из путевой стен полностью смыло облицовку. Восстановительные работы продолжались до зимы 2003 года.